# Thư viện số
Thư viện số hay thư viện trực tuyến là thư viện mà ở đó các bộ sưu tập các văn bản, tài liệu hình ảnh, tài liệu âm thanh, tài liệu video được lưu trữ dưới dạng số (tương phản với các định dạng in, vi dạng, hoặc các phương tiện khác) cùng với các phương tiện để tổ chức, lưu trữ và truy cập các tài liệu dưới dạng tập tin trong bộ sưu tập của thư viện. Thư viện kỹ thuật số có thể khác nhau rất nhiều về kích thước và phạm vi, và có thể được duy trì bởi các cá nhân, tổ chức hoặc là một phần được mới thành lập từ các thư viện thông thường hoặc các viện, hoặc với các tổ chức học thuật. Các nội dung kỹ thuật số có thể được lưu trữ cục bộ, hoặc truy cập từ xa thông qua mạng máy tính. Một thư viện điện tử là một loại hệ thống thông tin. Thư viện số là một loại hệ thống truy hồi thông tin (Information Retrieval System).
Các công nghệ hiện nay cho phép xử lý hiệu quả các nguồn lưu trữ thông tin dưới dạng kỹ thuật số. Quá trình chuyển đổi nguồn thông tin ở dạng tín hiệu tương tự (analog) đến dạng tín hiệu số (digital) được gọi là số hóa.

## Hoạt động
Để hiểu hệ thống thư viện số vận hành như thế nào trước hết chúng tôi đưa ra mô hình khái quát cấu trúc dữ liệu của một hệ thống phần mềm thư viện số hiện đại. Các quan niệm về dữ liệu – đối tượng quản lý của phần mềm sẽ quyết định kiến trúc của phần mềm và các vấn đề mà hệ thống đó giải quyết. Một hệ thống phần mềm thư viện số thường có phải có cấu trúc dữ liệu cơ bản như sau:
1. Các tệp tin tài liệu: Đây là đối tượng quản lý chính của một hệ thống phần mềm thư viện số. Mỗi một tài liệu có thể là một hoặc nhiều tệp tin nằm trên không gian lưu trữ web của hệ thống máy tính của thư viện và như vậy mỗi tệp tin có địa chỉ web riêng của nó, địa chỉ này chính là đầu mối để liên kết tệp tin trong các siêu dữ liệu đối tượng số. Sử dụng web làm phương tiện xuất bản tài liệu số là cách thức hiệu quả nhất vì tính phổ biến và năng lực web đã hoàn toàn áp đảo các phương thức cá biệt khác.
2. Các biểu ghi thư mục: Tương tự như đối với các tài liệu truyền thống, mỗi tài liệu số cần có một biểu ghi thư mục mô tả làm cơ sở cho việc tìm kiếm qua OPAC và quản lý tài liệu đó. Đối với các hệ thống thư viện số giản đơn biểu ghi thư mục chứa thông tin liên kết trực tiếp tới địa chỉ tệp tin tài liệu số. Ví dụ thông tin địa chỉ tài liệu điện tử được tham chiếu trong trường 856 với tiêu chuẩn MARC21 và DC.Identifier với Dublin Core. Với tham chiếu giản đơn hệ thống thư viện số không cho phép thể hiện tường minh cấu trúc các tài liệu phức tạp kết hợp nhiều tệp tin và các thông tin mô tả như một tạp chí nhiều bài, một bài giảng nhiều thể loại tài liệu kết hợp... ngoài ra còn nhiều những giới hạn về kỹ thuật khác.
3. Các biểu ghi siêu dữ liệu đối tượng số: Lịch sử phát triển thư viện số trên thế giới đã trải qua nhiều dự án với nhiều đề xuất các tiêu chuẩn thư viện số khác nhau mà không được phổ biến rộng rãi cho đến METS(Metadata Encoding and Transmission Standard) – tiêu chuẩn mã hóa và trao đổi siêu dữ liệu. METS là tiêu chuẩn để mã hóa siêu dữ liệu mô tả, quản trị, cấu trúc, bản quyền và các dữ liệu cần thiết cho thu thập, bảo trì và cung ứng các nguồn tài nguyên số. Thông tin chi tiết về tiêu chuẩn này có thể tìm thấy ở http://www.lcweb.loc.gov/mets%5B%5D. Số lượng các dự án thư viện số ứng dụng METS ngày càng nhiều cho thấy tính hiệu quả của tiêu chuẩn này, danh mục dự án có thể tìm thấy tại http://www.loc.gov/standards/mets/mets-registry.html. METS là một tiêu chuẩn lớn và phức tạp về mặt kỹ thuật, không tĩnh như tiêu chuẩn MARC hay Dublin Core, việc vận dụng nó cần phải linh hoạt trong thực tế rất phụ thuộc vào nhà cung cấp giái pháp cũng như yêu cầu cụ thể của thư viện.
4. Các biểu ghi bạn đọc: Đối tượng phục vụ của thư viện là các bạn đọc, mỗi bạn đọc cần được phân loại và lưu trữ các thông tin cần thiết liên quan đến họ để thư viện có thể thiết lập lên các chính sách truy cập tới tài liệu số, quản lý truy cập và thu phí.